# 都立理工専門学校 (旧制)
| 都立理工専門学校 （都立理工専） | 都立理工専門学校 （都立理工専）  |
| ------------------------------- | -------------------------------- |
| 創立                            | 1943年                           |
| 所在地                          | 東京都荒川区                     |
| 初代校長                        | 福井私城                         |
| 廃止                            | 1951年                           |
| 後身校                          | 東京都立大学 （現 首都大学東京） |
| 同窓会                          | -                                |

都立理工専門学校 （とりつりこうせんもんがっこう） は、1943年 （昭和18年） に設立された公立の旧制専門学校。略称は都立理工専。創立時の名称は（東京）府立航空高等工業学校 （航空高工）。

## 概要
- 日本最初の航空機工学に関する高等工業学校 （工業専門学校） として設立された。
- 元々は、7年制高等学校に類似した 7年制工業学校として計画されたが、法令上の制約により 3年制高等工業学校部分を分離して設立されたものである。
- 航空高工創立時には、本科 （修業年限 3年） に航空機工学科、発動機工学科を設置した （後に第二部を設置）。
- 東京都発足により都立航空高等工業学校に、第二次世界大戦中に都立航空工業専門学校に改称された。敗戦後、航空産業解体に伴い、都立理工専門学校と改称された。
- 新制東京都立大学 (1949-2011)工学部 （現 首都大学東京） の前身である。
- 新制東京都立航空工業高等専門学校 （航空高専、現 東京都立産業技術高等専門学校） は別の学校であるが、事実上、府立航空高工 （都立航空工専） の流れを汲む学校である。

## 沿革

### 前史
- 1938年2月10日： 東京府立航空工業学校設立認可。
  - 修業年限5年、入学資格は尋常小学校卒業程度。高等工業学校を内包する 7年制工業学校として計画されたが、7年制工業学校は当時の学校制度にないため許可されず、5年制の工業学校として申請・認可された （同様の 8年制一貫教育は、東京府立電機工業学校でも計画されたが実現を見ず、工業学校と高等工業学校の併設となった。既存の 7年制実業学校が不可とされた例としては、横浜市立横浜商業専門学校 (旧制)を参照）。
- 1938年2月12日： 東京府、航空工業学校設立を告示 （東京府告示第75号）。
- 1938年4月1日： 東京府立航空工業学校開校。
  - 本科に機体製作科、航空機関科、機械工作科、精密機械科を設置。

### 航空高等工業学校時代
- 1943年3月1日： 府立航空高等工業学校設立認可 （文部省告示第98号）。
- 1943年3月16日： 東京府、航空高等工業学校設立を告示 （東京府告示第240号）。
- 1943年4月： 府立航空高等工業学校開校。
  - 本科 （修業年限3年） に航空機工学科、発動機工学科を設置。
- 1943年7月1日： 東京都発足に伴い、都立航空高等工業学校と改称。
- 1944年3月1日： 第二部 （夜間部） を設置 （航空機科、発動機科）。
  - 従来の学科を第一部 （航空機科、発動機科） と改称。

### 都立航空工業専門学校時代
- 1944年4月1日： 都立航空工業専門学校と改称。
- 1945年3月10日： 東京大空襲で校舎焼失。

### 都立理工専門学校時代
- 1946年2月7日： GHQ/SCAPによる航空産業解体に伴い、都立理工専門学校と改称。
  - 本科学科を工業理科、機械科に改組。
  - 併設の東京都立航空工業学校は東京都立城北工業学校と改称。
- 1949年4月： 新制東京都立大学発足。
  - 理工専は工学部の母体の一部となった。
  - 併設の東京都立城北工業学校は新制城北工業高等学校となった後、変遷を経て、東京都立航空工業高等専門学校となった。創立時の一貫教育の理念は、航空高専に引き継がれた）。
- 1951年3月17日： 旧制都立理工専門学校閉校式。

## 校地
東京市荒川区南千住町10-140-1 の東京府立航空工業学校に併設された。1945年3月、空襲で校舎を焼失、同年5月に荒川区第三峡田国民学校に、同年9月に第三日暮里国民学校に移転。1947年4月、元の荒川校舎に復帰し、廃校を迎えた。
旧・荒川校地は東京府立航空工業学校の後身である東京都立城北工業高等学校、さらにその後身の東京都立航空工業高等専門学校に使用されたが、白鬚西地区再開発の結果、航空高専は 1993年に南隣の大日本紡績工場跡に新築移転した （現・東京都立産業技術高等専門学校荒川キャンパス）。旧・荒川校地は現在、荒川区立第三中学校や汐入公園の一部となっている。

## 歴代校長
- 校長事務取扱： 徳丸秀男 （1943年3月 - 1943年6月） * 東京府立航空工業学校校長

- 福井私城 （1943年6月 - ?） *前 宇部高等工業学校校長
- 徳丸秀男 （? - 1951年3月）

## 著名な出身者
- 熊倉一雄 - 俳優、声優、演出家（中退）
- 鈴木義司 - 漫画家

## 関連書籍
- 東京都立大学三十年史編纂委員会（編）　『東京都立大学三十年史』　1981年3月。
- 東京都立大学事務局企画調整課（編）　『東京都立大学五十年史』　2000年3月。
- 航空高専25周年実行委員会（編）　『航空高専二十五周年誌』　1987年10月。

## 参照
1. ↑  城北工業高等学校の位置（1956年） - 昭和毎日